# Holiday in the Sun
Holiday in the Sun er en amerikansk komediefilm fra 2001 med tvillingerne Mary-Kate og Ashley Olsen. Filmen er instrueret af Steve Purcell.

## Handling
Madison (Mary-Kate Olsen) og Alex (Ashley Olsen) Stewart er tvillingesøstre fra Illinois, der om vinteren tager med deres forældre til Atlantis Resort på Paradise Islands, Bahamas. Søstrene er i starten skuffede over at de dermed går glip af at tage til Hawaii med deres venner, men nyheden over at de på Bahamas får deres egen suite, samt fritid til at dase på de hvide strande i Caribien, gør pigerne tilfredse. 
Under en fest møder Alex den attraktive Jordan, der arbejder på stedet. Det viser sig også at den forkælede Brianna Wallace (Megan Fox), datter af direktøren for Atlantis Resort, også har et øje til Jordan og hun skyr ingen midler for at få ham.
Madison, derimod, falder for den ikke specielt intelligente Scott, der kun med hjælp fra Griffin (tvillingernes forældres venners søn), der også er på ferie, formår at virke interessant på Madison. Det viser sig at Griffin (efter at have kendt Madison i mange år, faktisk også er lun på hende) 
Søstrenes hyggelige ferie bliver pludselig afbrudt, da de, via Jordan, bliver indblandet i en sag om smugling af stjålne kunstgenstande. Trods det at tvillingernes forældre holder skarpt øje med dem, lykkedes det pigerne og Griffin at finde en måde at rense Jordans navn, selvom de lige ryger en tur i fængsel inden det sker. 
Ferien og sagen ender godt og pigerne vender hjem med minder om en god ferie. 

## Skuespillere og roller
- Mary-Kate Olsen .... Madison Stewart
- Ashley Olsen .... Alex Stewart
- Megan Fox .... Brianna Wallace
- Austin Nichols .... Griffen Graysun
- Ben Easter .... Jordan Landers
- Ashley Hughes .... Keegan
- Markus Flanagan .... Harrison
- Jamie Rose .... Judy
- Jeff Altman .... Chad
- Wendy Schaal .... Jill

## Eksterne links
- Holiday in the Sun på Internet Movie Database (engelsk)
- Holiday in the Sun i Svensk Filmdatabas (svensk)
- Holiday in the Sun på AlloCiné (fransk)
- Holiday in the Sun på MovieMeter (nederlandsk)
- Holiday in the Sun på AllMovie (engelsk)
- Holiday in the Sun på Turner Classic Movies (engelsk)
- Holiday in the Sun på The Movie Database (engelsk)
- Holiday in the Sun på Rotten Tomatoes (engelsk)
- Holiday in the Sun på Filmaffinity (engelsk)
- Holiday in the Sun på Netflix (engelsk)